# Аугуст фон Гнајзенау
Аугуст Вилхелм Антониус граф Најдхарт фон Гнајзенау (Шилдау, 27. октобар 1760 — Позен, 23. август 1831) је био пруски фелдмаршал, начелник генералштаба (1813—1814) и један од реформатора пруске војске. Има велике заслуге за победу над Наполеоном у бици код Ватерлоа.

## Детињство и младост
Рођен је 27. октобра 1760. у Шилдау близу Торгауа у Саксонији. Син је саксонскога поручника артиљерије Августа Вилијама Најдхарта. Одрастао је у великом сиромаштву у Шилдау, а касније у Вирцбургу и Ерфурту. Уписао се 1777. на универзитет у Ерфурту, али две године касније придружио се аустријском пуку. Узео је додатно име Гнајзенау од изгубљених имања његове породице у Аустрији и постао је официр кнеза од Бајројт-Ансбаха. Са једним кнежевим хесенским плаћеничким пуком суделовао је у Америчком рату за независност на британској страни као британски плаћеник. Када се вратио 1786. из Америке упутио је молбу за службу у пруској војсци, па му је краљ Фридрих Велики дао место поручника у пешадији. Као штапски капетан суделовао је 1793—1794. у рату у Пољској. Касније је провео десет година мирнога живота у гарнизону у Јауеру, па се посветио широкоме изучавању војних наука.

## Рат Четврте коалиције
Служио је 1806. као један од штапских официра Фридриха Лудвига, кнеза од Хоенлое у бици код Јене. Нешто касније командовао је пешадијском бригадом, која је ратовала у Литванском походу. Почетком 1807. мајор фон Гнајзенау је послан у Колберг. Фон Гнајзенау је успео да одбрани од француске војске мали и слабо заштићени град све до Тилзитскога мира. Добио је велики орден и унапређен је у потпуковника.

## Реорганизација пруске војске
После тога за њега се отворила широка сфера активности. Пруска армија се показала много слабија од француске армије и захтевала је реорганизацију и реформу. Био је члан реорганизационога комитета и заједно са Герхардом фон Шарнхорстом радио је на реконструкцији пруске армије. Постао је 1809. пуковник. Због своје велике енергије постао је сумњив за тада доминантне Французе, па је 1809. пензионисан. Посетио је Русију, Шведску и Енглеску, па је по повратку у Берлин постао вођа патриотске странке. Када је поново избио рат постао је начелник генералштаба генерала Гебхарда фон Блихера.

## Рат Шесте и Седме коалиције
Заједно са Блихером учествовао је у заузимању Париза. Фон Гнајзенау и фон Блихер су одлично и хармонично сарађивали. Фон Гнајзенау је замислио план марша на Париз којим су изазвали 1814. пад Наполеона. Због својих заслуга Гнајзенау је 1814. постао гроф заједно са Фридрихом фон Биловом, Клајстом фон Нолендорфом и Јорком фон Вартембургом. Блихер је тада постао кнез од Валштата. Поново је Гнајзенау имао значајну улогу у бици код Ватерлоа. Када је Наполеон поразио пруску војску у бици код Лињија, Пруси су остали без коњице, а фон Блихер је једва спасио главу и неколико сати није могао преузети команду. Тада је на сцену ступио фон Гнајзенау, који је повукао и сакупио поражену војску и кренуо да помогне војводи од Велингтона. Пруска војска је након тешкога марша успела да стигне на време. Напад са бока на француску војску одлучио је битку код Ватерлоа.

## Каснији живот
Постављен је 1816. на чело 7. пруског корпуса, али пензионисан је због лошега здравља и политичких разлога. Две године је живео на свом имању у Шлеској, а 1818. је постао гувернер Берлина и члан државнога савета. Унапређен је 1825. у фелдмаршала. Постављен је 1831. као командант на пољској граници, а Карл фон Клаузевиц му је био начелник генералштаба. У Познању је добио колеру и умро је 24. августа 1831. И фон Клаузевиц је тада умро од колере у новембру 1831.

## Заслуге
Као војник био је највећи пруски генерал после Фридриха Великога. У Берлину му је изграђен споменик. Неколико немачких ратних бродова носило је његово име. У Првом светском рату радило се о оклопном крсташу СМС Гнајзенау, а у Другом светском рату био је бојни крсташ Гнајзенау.